# Mireditha
Mireditha is een geslacht van kevers uit de familie bladkevers (Chrysomelidae).
De wetenschappelijke naam van het geslacht werd in 1912 gepubliceerd door Edmund Reitter.

## Soorten
- Mireditha cribrata Tan, 1981
- Mireditha flavomaculata Tang, 1992
- Mireditha intermedia Tang, 1992
- Mireditha vittata Tang, 1992